# Agenzia Regionale per la Lingua Friulana
L'ARLeF - Agjenzie Regjonâl pe Lenghe Furlane (Agenzia Regionale per la Lingua Friulana) è l'ente strumentale della Regione Autonoma Friuli-Venezia Giulia che coordina le attività relative alla tutela e alla promozione della lingua friulana sul territorio regionale. Essa ha una funzione centrale nell'attuazione della normativa sulla lingua friulana prevista principalmente dalla Legge 15 dicembre 1999, n. 482, in materia di "Norme in materia di tutela delle minoranze linguistiche storiche", dalla legge regionale 22 marzo 1996, n. 15 (Norme per la tutela e la promozione della lingua e della cultura friulane e istituzione del servizio per le lingue regionali e minoritarie) e dalla legge regionale 18 dicembre 2007, n. 29 (Norme per la tutela, valorizzazione e promozione della lingua friulana).
L'Agenzia è un ente di diritto regionale, dotato di personalità giuridica pubblica e di autonomia amministrativa e finanziaria, che fa parte del Comparto unico del pubblico impiego del Friuli-Venezia Giulia. Istituita con Legge regionale n. 4 del 26 febbraio 2001 (art. 6), le sue attività hanno preso avvio nel 2005 con l’approvazione del suo Statuto (D.P.Reg. n. 0102/Pres. del 19 aprile 2005).
L'Agenzia fornisce consulenza linguistica a soggetti pubblici e privati e realizza molteplici azioni per promuovere la presenza e l'uso della lingua friulana nei principali ambiti della vita sociale, fra cui la famiglia, la scuola, i mass media, le nuove tecnologie, la pubblica amministrazione, la ricerca scientifica, gli spettacoli e le arti, la cultura, il mondo del lavoro.
L'Agenzia svolge le proprie funzioni mediante:
1. attività dirette;
2. contributi a soggetti pubblici o a soggetti privati particolarmente qualificati;
3. forme di collaborazione con organismi pubblici e privati che operano per la conoscenza, la diffusione e l'uso della lingua friulana;
4. istituzione di borse di studio.

## Organi
Sono organi dell'Agenzia il Consiglio di Amministrazione, il Comitato tecnico-scientifico, il Presidente e il Revisore unico dei conti.

### Consiglio di Amministrazione
Il Consiglio di Amministrazione è nominato con decreto del Presidente della Regione, su conforme deliberazione della Giunta regionale, ed è composto da cinque membri, di cui tre proposti dall'Assessore regionale competente in materia di tutela della lingua friulana, fra cui il presidente, uno designato dal Consiglio delle autonomie locali, scelto al proprio interno dai rappresentanti degli enti locali ricompresi nell'area di tutela della Legge 15 dicembre 1999, n. 482, in materia di "Norme in materia di tutela delle minoranze linguistiche storiche", e uno designato dall'Università degli Studi di Udine. È riservata alla Giunta regionale l'indicazione, nell'ambito dei componenti del Consiglio di Amministrazione da essa designati, del Presidente dell'Agenzia. Il Presidente presiede le sedute del Consiglio di amministrazione, coordina l'attività dell'Agenzia ed è il suo legale rappresentante.
Il Consiglio di Amministrazione svolge i seguenti compiti:
- adozione del bilancio di previsione, del programma annuale di attività dell'Agenzia e del conto consuntivo dell'Agenzia;
- approvazione degli atti di indirizzo idonei al raggiungimento delle finalità dell'ente;
- approvazione delle proposte di modificazioni statutarie dell'Agenzia, da sottoporre alla Regione per l'approvazione;
- nomina del Comitato tecnico-scientifico;
- approvazione dei regolamenti.

### Comitato tecnico-scientifico
Il Comitato tecnico-scientifico è composto da otto studiosi, docenti o operatori culturali in possesso di ampia e significativa esperienza nella progettazione o realizzazione di iniziative per l'insegnamento e la divulgazione della lingua friulana e per la promozione del suo uso in tutti gli ambiti della comunicazione e della vita moderna.
I componenti del Comitato sono nominati dal Consiglio di Amministrazione per la durata di tre anni e possono essere confermati. 
La composizione del Comitato deve garantire la rappresentanza equilibrata di competenze disciplinari complementari e, in particolare, di:
- esperti in linguistica con riferimento primario alla pianificazione linguistica;
- esperti in didattica della e nella lingua friulana;
- esperti nell'uso della lingua friulana nei mezzi di comunicazione di massa;
- esperti nell'uso della lingua friulana nella produzione artistica, musicale e multimediale.

Il Comitato tecnico-scientifico esercita le seguenti funzioni:
- supporta il Consiglio di Amministrazione nella formulazione del programma annuale di attività dell'Agenzia;
- supporta il Consiglio di Amministrazione nella formulazione del Piano generale di politica linguistica per la lingua friulana e, annualmente, nella scelta delle priorità di intervento, anche tenendo conto delle disponibilità finanziarie;
- svolge una stabile attività di consulenza tecnico-scientifica a favore dell'Agenzia;
- svolge ogni altra funzione prevista dalla normativa regionale e dai Regolamenti dell'Agenzia.

### Revisore dei conti
Il Revisore unico dei conti è nominato, su proposta dell'Assessore competente in materia di tutela della lingua friulana, con decreto del Presidente della Regione. Il Revisore unico dei conti esercita funzioni di controllo, resta in carica per tre anni dalla data della nomina e può essere confermato una sola volta.

## Struttura operativa
La struttura operativa dell'Agenzia si articola nel Direttore, nell'Ufficio di Direzione e nello Staff tecnico-scientifico.
Il Direttore soprintende all'attuazione degli indirizzi programmatici indicati dagli organi di amministrazione dell'Agenzia. In tale ambito:
- è responsabile dell'esecuzione delle deliberazioni e dei provvedimenti degli organi dell'Ente e dà attuazione agli indirizzi e obiettivi stabiliti dal Consiglio di Amministrazione;
- partecipa alle riunioni del Consiglio di Amministrazione e del Comitato tecnico-scientifico;
- dirige il personale dell'Ufficio di Direzione e lo Staff tecnico-scientifico e ne coordina le attività.

L'Ufficio di Direzione opera alle dipendenze del Direttore per l'espletamento dei compiti di gestione e si avvale di dipendenti propri e di personale messo a disposizione dalla Regione o da altre Amministrazioni pubbliche.

## Sportello linguistico regionale per la lingua friulana
L'ARLeF – attraverso lo Sportello linguistico regionale per la lingua friulana – offre servizi di consulenza linguistica e toponomastica, traduzione scritta, informazione e orientamento con riferimento alla lingua friulana. I servizi erogati sono indirizzati a tutti gli enti locali, gli enti strumentali e i concessionari di pubblici servizi ricompresi nel territorio di competenza. Il servizio, inoltre, può essere garantito ai privati cittadini, se ritenuto in linea con le linee guida definite dalla politica linguistica regionale. Lo Sportello consta di una Sede Centrale e di quattro Sedi Periferiche che coprono l'intero territorio friulanofono.

## Progetti realizzati dall'ARLeF
L'Agenzia è impegnata in una serie di attività dirette in vari ambiti della vita sociale. Qui di seguito si elencano alcuni tra i progetti di primaria importanza, divisi per settore.

### Famiglia
Crescere con più lingue – progetto realizzato in collaborazione con le Aziende sanitarie del territorio friulanofono avente l'obiettivo principale di promuovere fra i neogenitori i molteplici vantaggi cognitivi e metacognitivi derivanti dall'educazione plurilingue. Il progetto, inoltre, mira a combattere i pregiudizi che ancora oggi possono influenzare la scelta delle famiglie nei confronti di percorsi educativi plurilingui. Infine, Crescere con più lingue promuove le caratteristiche culturali e linguistiche proprie del territorio regionale, e anche il suo “multilinguismo naturale”.

### Nuove tecnologie
L'Agenzia ha realizzato diversi strumenti informatici che facilitano l'uso scritto della lingua friulana secondo le norme della grafia ufficiale (definita con la L.R. 15/96, art. 13). Sul sito dell'ARLeF sono a disposizione degli utenti:
- il Grande Dizionario Bilingue Italiano – Friulano, il dizionario più completo per lemmi e profondità descrittiva oggi a disposizione per la lingua friulana, disponibile anche in APP per tablet e smartphone;
- il Correttore Ortografico Friulano con il quale è possibile analizzare un testo scritto e mettere in evidenza gli eventuali errori di ortografia, ottenendo anche suggerimenti sulle correzioni da apportare;
- la Tastiera Friulana Semplice un programma che consente di scrivere in modo rapido in lingua friulana, semplificando l'inserimento degli accenti e dei caratteri speciali, grazie ad una veloce combinazione di tasti.

### Bambini
Maman! – la prima trasmissione televisiva per bambini completamente in friulano. L'Agenzia ha realizzato altresì la versione friulana di vari cartoni animati, fra cui Omenuts, Tui e Tuie e Rite e Cjossul. Sul sito internet dell'Ente è inoltre disponibile una parte ludico-didattica interamente dedicata ai più piccoli.

### Scuola
Pavee. La magjie dal furlan – campagna istituzionale di informazione e sensibilizzazione ideata specificatamente per i genitori di bambini in età prescolare e scolare, al fine di sensibilizzarli ad avvalersi dell'insegnamento della lingua friulana per i propri figli, scegliendo l'opzione al momento dell'iscrizione alla scuola dell'infanzia, elementare e secondaria di primo grado.

### Storia e cultura
Fieste de Patrie dal Friûl – dal 2015, grazie all’approvazione della Legge Regionale n. 6 del 27 marzo, il cui obiettivo è quello di ricordare e valorizzare le origini, la cultura e la storia di autonomia del popolo friulano, è l'ARLeF a sostenere la realizzazione della celebrazione ufficiale della Festa, nonché degli oltre 100 eventi correlati che vengono organizzati dagli Enti locali del territorio friulanofono il 3 aprile di ogni anno. Le celebrazioni rievocano il 3 Aprile del 1077 che decretò la nascita dello Stato Patriarcale friulano, l'istituzione che riunì fino al XV secolo il Friuli e molti altri territori in un unico organismo statuale, che per l'epoca raggiunse forme di organizzazione civile molto avanzate.
Teatri Stabil Furlan – il progetto, che intende creare un ente di produzione teatrale in lingua friulana e che mette a sistema per la prima volta alcuni fra i soggetti più qualificati del mondo teatrale e culturale friulano, è nato dalla cooperazione tra ARLeF e diversi enti quali Comune di Udine, Css Teatro stabile di innovazione del Friuli-Venezia Giulia, Fondazione Teatro Nuovo Giovanni da Udine, Accademia di arte drammatica “Nico Pepe”, Società Filologica Friulana e Istitût Ladin Furlan Pre Checo Placerean.
Furlan, lenghe de Europe – esposizione itinerante che presenta in modo sintetico ma dettagliato il concetto di identità friulana, spiega il contesto socioculturale in cui la lingua si è sviluppata e illustra le strategie di politica linguistica realizzate sul territorio friulanofono.

### Promozione della lingua
Al dipent di nô – campagna istituzionale di informazione e sensibilizzazione all'uso consapevole e quotidiano della lingua friulana. Il progetto si articola in diverse fasi e coinvolge molteplici canali media, con lo scopo di raggiungere i cittadini friulani, in particolare i più giovani, e di stimolarli a sostenere attivamente la lingua friulana.

## Progetti sostenuti dall'ARLeF
L'Agenzia sostiene la promozione della lingua friulana nei settori dell'editoria, dello spettacolo e della ricerca scientifica tramite la concessione di contributi destinati, previo apposito bando, a soggetti pubblici e privati per la realizzazione di progetti specifici.
Tra i molteplici progetti sostenuti dall'ARLeF nelle ultime annualità, si ricordano ad esempio: 
- Suns Europe[6], il più importante festival europeo delle arti performative in lingua minoritaria;
- Docuscuele, il «centro di documentazione, ricerca e sperimentazione didattica per la scuola friulana»[7], istituito per mettere in rete i progetti e le competenze nell'ambito dell'insegnamento della lingua friulana;
- Lenghis-Ladint[8], uno strumento didattico informatico utilizzato per l'insegnamento della lingua friulana in un contesto plurilingue che contiene sia una biblioteca digitale che un ricco laboratorio di esercitazioni;
- Free&Ulli, GjatUt, Fameis e Cressi par furlan, le 4 collane di libri per l’infanzia;
- INT/ART[9], la serie di documentari sui giovani artisti e creativi che usano la lingua friulana nella loro produzione artistica;
- i film Missus[10] e Predis[11], sulla battaglia dei preti friulani per il riconoscimento della lingua friulana.

## Protocolli d'intesa
L'Agenzia inoltre ha stipulato una serie di protocolli d'intesa e avviato molteplici collaborazioni con importanti realtà friulane per la promozione della lingua in tutti i settori della società. I protocolli prevedono molteplici attività quali la traduzione di materiale informativo e promozionale, la realizzazione di eventi congiunti, la realizzazione di campagne informative plurilingui…
Solo per citare alcuni esempi, che permettono però di comprendere l'eterogeneità delle collaborazioni attivate, si ricordano: il Mittelfest – Festival di musica, danza, teatro e arti visive dai paesi della Mitteleuropa; Isontina Ambiente s.r.l. – la società gestisce i contratti del servizio ambientale in 25 comuni della provincia di Gorizia; Udinese Calcio S.p.A.; FUC – Società Ferrovie Udine-Cividale s.r.l.

## Progetti europei
L'Agenzia ha partecipato e partecipa, in qualità di partner, a diversi progetti europei quali:
- ID-COOP – Identità e cooperativismo in territori di insediamento di minoranze storico-linguistiche[16], nato con l'obiettivo di promuovere in maniera innovativa il legame tra cooperativismo e minoranze storico-linguistiche presenti nelle aree transfrontaliere partecipanti al progetto per migliorarne la competitività;
- RUSH – Lingue minoritarie e orizzonti plurilingui[17], che vede la collaborazione di scuole ed enti di Italia, Croazia e Spagna, regioni contraddistinte dalla presenza di importanti minoranze linguistiche, con l'obiettivo sia di creare una guida didattica (avvalendosi delle lingue ufficiali e minoritarie delle regioni coinvolte nel progetto), sia di creare un centro di raccolta e documentazione delle risorse educative per la circolazione e la condivisione dei materiali educativi plurilingui;
- Eumint (Euroregioni, Migrazione e Integrazione)[18], che si pone l'obiettivo di consolidare la cooperazione tra le istituzioni dell'area transfrontaliera fra Austria e Italia, coinvolgendo le regioni Veneto e Friuli-Venezia Giulia, le Provincie autonome di Trento e di Bolzano, e i Länder austriaci del Tirolo e della Carinzia. Lo scopo principale è riuscire ad affrontare le criticità di carattere sociale, economico, politico e culturale legate ai fenomeni migratori, e a rafforzare le politiche di integrazione nelle aree coinvolte nel progetto.

L'ARLeF, inoltre, è parte di Network to promote linguistic diversity (NPLD), la rete paneuropea attiva nel settore della politica e della pianificazione linguistica che gode di alta considerazione da parte delle istituzioni europee come la Commissione Europea, il Parlamento Europeo e il Consiglio d'Europa. Si tratta di una piattaforma operativa creata per sostenere, tutelare e promuovere le lingue minoritarie e regionali di tutta Europa mediante lo scambio di buone pratiche e informazioni tra gli esperti del settore.
Dal primo Luglio 2014, il Consiglio regionale della Regione Friuli-Venezia Giulia è ufficialmente entrato a far parte del Network e all'ARLeF è stato assegnato il ruolo operativo di gestione, organizzazione e supporto alla Regione Friuli-Venezia Giulia nelle attività dell'NPLD.